# Heinrich Christian Friedrich Schumacher
Heinrich Christian Friedrich Schumacher (Glückstadt, 15 novembre 1757 – Copenaghen, 9 dicembre 1830) è stato un medico e botanico danese.
Fu professore di anatomia presso l'Università di Copenaghen e studiò a lungo i molluschi e la loro sistematica.

## Pubblicazioni
- Bemerkung einer Schusswunde (1778).
- Einige myologische Bemerkungen bei Zerlegung verschiedener Leichnahmen (1779).
- Von dem Nutzen der Cotunnischen Wassergänge (1781).
- Medicinisch-chirurgische Bemerkungen (1800).
- Pharmacopoea Danica (1805).
- Beenlären (1807).
- En unaturlig Födsel efter en sexaarig Frugtsommelighed (1809).
- En Sammenvoxning i Endetarmen hævet ved Kunst og Gjennemboring (1810).
- Nogle Bemærkninger ang. den förste Bestemmelse af et Saars Dödelighed (1811).
- Jagtlagelser over Nyrernes Afgivelser fra den regelstemmende Tilstand (1824).
- Medicinsk Plantelære for studerende læger og Pharmaceutiker (1826-1828).
- Om Abens (Simia cynomolgus L.) Hjerne og dens Forretninger, sammenlignet med Menneskets og andre Dyrs Hjerne (1826).
- Descriptio musei anthropologici Universitatis Hafniensis (1828).